# Parana (rzeka)
Parana (hiszp. Río Paraná, port. Rio Paraná) – rzeka w Ameryce Południowej, która płynie przez terytorium Brazylii, Paragwaju i Argentyny.
Jej długość wynosi 4700 km (od źródeł Paranaíby i z La Platą), a powierzchnia jej dorzecza – 3,1 mln km². To druga (po Amazonce) pod względem długości i powierzchni dorzecza rzeka w Ameryce Południowej. Posiada ujście typu lejkowego.
Powstaje z połączenia rzek Rio Grande i Paranaiba, które zbierają wody z południowo-wschodniej części Wyżyny Brazylijskiej. Płynie w kierunku południowo-zachodnim i uchodzi do Oceanu Atlantyckiego w postaci estuarium La Plata. Do ujścia jej głównego dopływu, rzeki Paragwaj, nazywana często Alto Paraná.
Pierwszym Europejczykiem, który popłynął w górę rzeki Paraná, był wenecki odkrywca Sebastiano Caboto w 1526, wykonujący prace dla Hiszpanii.
Główne dopływy Parany:
- lewostronne:
  - Tietê,
  - Iguaçu,
  - Urugwaj,
  - Paranapanema,
- prawostronne:
  - Paragwaj,
  - Salado.

Na Paranie przy tamie Itaipu znajduje się jedna z największych na świecie elektrowni wodnych, wykorzystująca spadek wody na zatopionych w wyniku tej inwestycji wodospadach Guairá. Rozpoczęła ona wytwarzanie energii w 1984, a jej moc wynosi ok. 14 000 MW. Pracuje 20 generatorów po 700 MW.
Ważniejsze miasta nad Paraną: Três Lagoas, Guaíra, Foz do Iguaçu (Brazylia), Ciudad del Este, Encarnación (Paragwaj), Posadas, Corrientes, Santa Fe, Parana i Rosario (Argentyna).